# Planet X
Planet X je domnevni planet za Plutonom. Njegov obstoj so predvidevali na podlagi navideznih motenj Neptunovega tira.

### Razlogi za obstoj planeta X
Ob koncu 19. stoletja je veliko astronomov razglabljalo o obstoju planeta X. Pred manj kot petdesetimi leti so odkrili nov planet Neptun s pomočjo Adamsovih in Le Verrierjevih izračunov na podlagi motenj tirov Urana, Saturna in Jupitra. Enako so razmišljali ob nepravilnostih Neptunove orbite in so menili, da jih bodo lahko samo s pomočjo računov razlik teoretičnih in resničnih orbit pojasnili z novim, neznanim planetom.

### Iskanje planeta X
Lowell je imenoval ta domnevni planet planet X (X za neznano). Planet je poskušal dvakrat neuspešno odkriti, prvič ob koncu leta 1909 in drugič v začetku leta 1913 po popravkih lastne napovedane lege. Z odkrivanjem je končal leta 1915 in takrat je objavil parametre svojih teoretičnih rezultatov za planet X. Kot v posmeh so prav na njegovem observatoriju že istega leta posneli dve medli sliki Plutona. Nov planet je prepoznal šele 14 let po njegovi smrti leta 1930 Tombaugh prav tako iz Lowllovega observatorija.

### Zaključek iskanja
Izvirno so menili, da je Pluton planet X, vendar je njegova masa premajhna za pojasnitev Neptunove orbite. Tako se je iskanje nadaljevalo. Medplanetarna vesoljska sonda Voyager 2 je precej natančneje izmerila maso Neptuna. Zaradi zadostne mase Neptuna ni bilo več potrebe po novem planetu, ki bi pojasnil Neptunovo orbito.

### Drugi možni planeti X
Z najmočnejšimi opazovalnimi pripomočki lahko odkrijemo planet velikosti Zemlje na razdalji 70 a.e. od Sonca in planet velikosti Jupitra do razdalje 120 a.e., če zanemarimo njegove gravitacijske vplive na Sonce. Seveda je nebo veliko in najmočnejši daljnogledi lahko naenkrat opazujejo samo njegov majhen del. Pluton je trenutno oddaljen 45 a.e.
Če deseti planet obstaja, je malo verjetno, da je član Osončja. Naredili so obširen pregled ekliptične ravnine in so ugotovili, da do razdalje 60 a.e. ni nobenega planeta velikosti Zemlje ali večjega. Zaradi tega bi katerikoli deseti planet imel zelo nagnjeno orbito in bi bil verjetno ujeto nebesno telo v Osončju.